# Platyscelidini
Platyscelidini (лат.) — триба жесткокрылых из семейства чернотелок. Палеарктика: встречаются в горных районах Азии степях Евразии. 8 родов и около 200 видов. 

## Описание
Умеренно ксерофильные бескрылые чернотелки. Длина 10—12 мм.

## Систематика
В исследовании Kamiński et al. опубликованном в 2021 году, Platyscelidini и шесть других триб (Amphidorini, 
Blaptini, Dendarini, Opatrini, Pedinini, Platynotini) были исключены из подсемейства Tenebrioninae и выделены в восстановленное и реклассифицированное подсемейство Blaptinae. Эти трибы включают 281 родов и около  4000 видов, что составляет около 50% Tenebrioninae. Эту новую классификацию поддержали Bouchard et al. в том же году.
В составе трибы:
- Bioramix Bates, 1879
- Microplatyscelis Kaszab, 1940
- Myatis  Bates, 1879
- Oodescelis Motschulsky, 1845
- Platyscelis Latreille, 1818
- Somocoelia Kraatz, 1882
- Somocoeloplatys Skopin, 1968
- Trichomyatis Schuster, 1931